# Фомин, Дмитрий Александрович
Дми́трий Алекса́ндрович Фоми́н (род. 21 января 1968, Севастополь) — советский и российский волейболист, тренер. Чемпион Европы, обладатель Кубка мира, участник двух Олимпийских игр, неоднократный победитель еврокубковых турниров. Играл на позиции диагонального нападающего. Заслуженный мастер спорта СССР (1992).

## Биография
Родился 21 января 1968 года в Севастополе. Начинал заниматься волейболом в Балаклаве под руководством Анатолия Ивановича Подольского. Профессиональную карьеру начал в 1986 году в киевском «Локомотиве», где Дмитрий Фомин отыграл три сезона. Затем в 1989 году перешёл в столичный ЦСКА, где также провел три сезона. В составе ЦСКА Дмитрий Фомин стал двукратным чемпионом СССР и обладателем Суперкубка Европы.
С 1992 по 2003 годы Дмитрий Фомин играл в клубах дальнего зарубежья. Десять сезонов он провел в Италии.
Изначально он подписал контракт с волейбольным клубом «Порто Равенна» из Равенны. Там провел три сезона, снова стал обладателем Суперкубка Европы, к которому добавил два Кубка чемпионов.
В 1996 году Дмитрий Фомин перешёл в «Сислей» из Тревизо, где играл до 2002 года. Там его копилка наград и титулов существенно пополнилась: три золота чемпионата Италии, один Кубок Италии, два Кубка чемпионов и Кубок Европейской конфедерации волейбола.
Завершил Дмитрий Фомин карьеру игрока в России. Правда, перед возвращением волейболист провел год в Японии, сыграв за клуб «Торэй Эрроуз» из города Мисима сезон 2002/03 гг. Последние три сезона карьере, с 2003/04 по 2005/06, он отыграл в «Динамо-Таттрансгаз» из Казани. В составе казанского клуба Дмитрий Фомин стал бронзовым призёром чемпионата России и обладателем Кубка России.
В 1991 году Дмитрий Фомин дебютировал в сборной СССР. С 1993 по 1998 год был игроком сборной России, в составе которой провёл 119 матчей, набрал 905 очков и 1857 отыгранных подач. В 1991 и 1993 годах выступал за сборную мира «Все звёзды» в матчах против команд Италии и Бразилии.
По завершении карьеры игрока в 2006 году стал главным тренером женской команды «Динамо» (Москва), где отработал сезон-2006/07. С осени 2007 года — генеральный менеджер и главный тренер мужской команды ЦСКА, затем работал главным тренером кемеровского «Кузбасса» (июнь 2009 — ноябрь 2010) и красноярского «Енисея» (июль 2011 — март 2012). С апреля 2015 года — директор нижегородских волейбольных клубов «Губерния», «Нижний Новгород» и АСК и женского клуба «Спарта».

## Достижения

#### В качестве игрока
ЦСКА (Москва)
- Чемпион СССР: (2) 1990, 1991.
- Обладатель Суперкубка Европы: 1991.

 «Порто Равенна» (Равенна)
- Обладатель Суперкубка Европы: 1993.
- Победитель Кубка чемпионов: (2) 1993, 1994.

 «Сислей» (Тревизо)
- Чемпион Италии: (3) 1998, 1999, 2001.
- Обладатель Кубка Италии: 2000.
- Победитель Кубка чемпионов: (2) 1999, 2000.
- Обладатель Кубка Европейской конфедерации волейбола: 1997/1998.

 «Динамо-Таттрансгаз» (Казань)
- Бронзовый призёр чемпионата России: 2005.
- Обладатель Кубка России: 2004.

 Сборная СССР
- Чемпион Европы: 1991
- Обладатель Кубка мира: 1991
- Бронзовый призёр Мировой лиги: 1991

 Сборная России
- Бронзовый призёр Чемпионата Европы: 1993
- Серебряный призёр Мировой лиги: 1993
- Бронзовый призёр Мировой лиги: (2) 1996, 1997

Индивидуальные призы
- MVP Чемпионата Европы 1991.
- MVP Кубка мира (1991).
- Лучший нападающий и подающий финального раунда Мировой лиги (1993).
- Самый результативный игрок финального раунда Мировой лиги (1995).
- Обладатель Приза Андрея Кузнецова (2005).